# Physostigma venenosum
Physostigma venenosum là một loài thực vật có hoa trong họ Đậu. Loài này được Balf. miêu tả khoa học đầu tiên.

## Hình ảnh

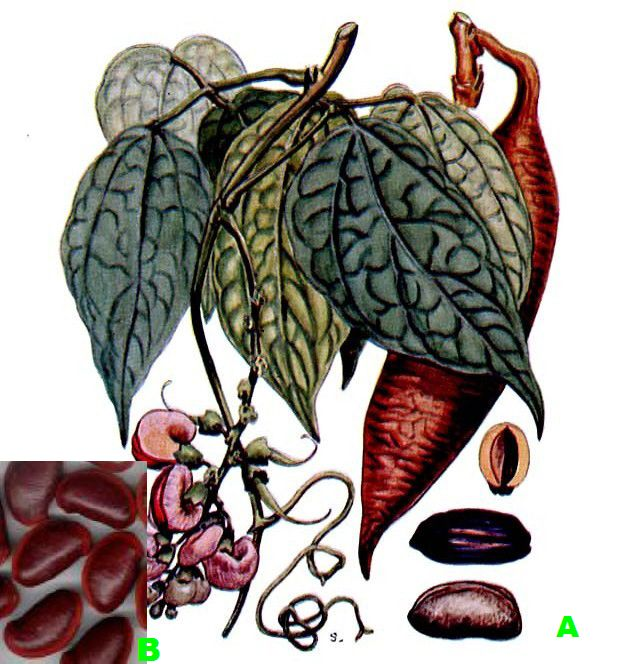
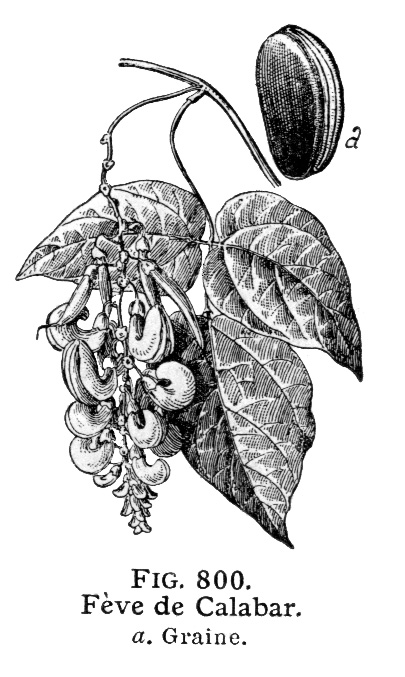
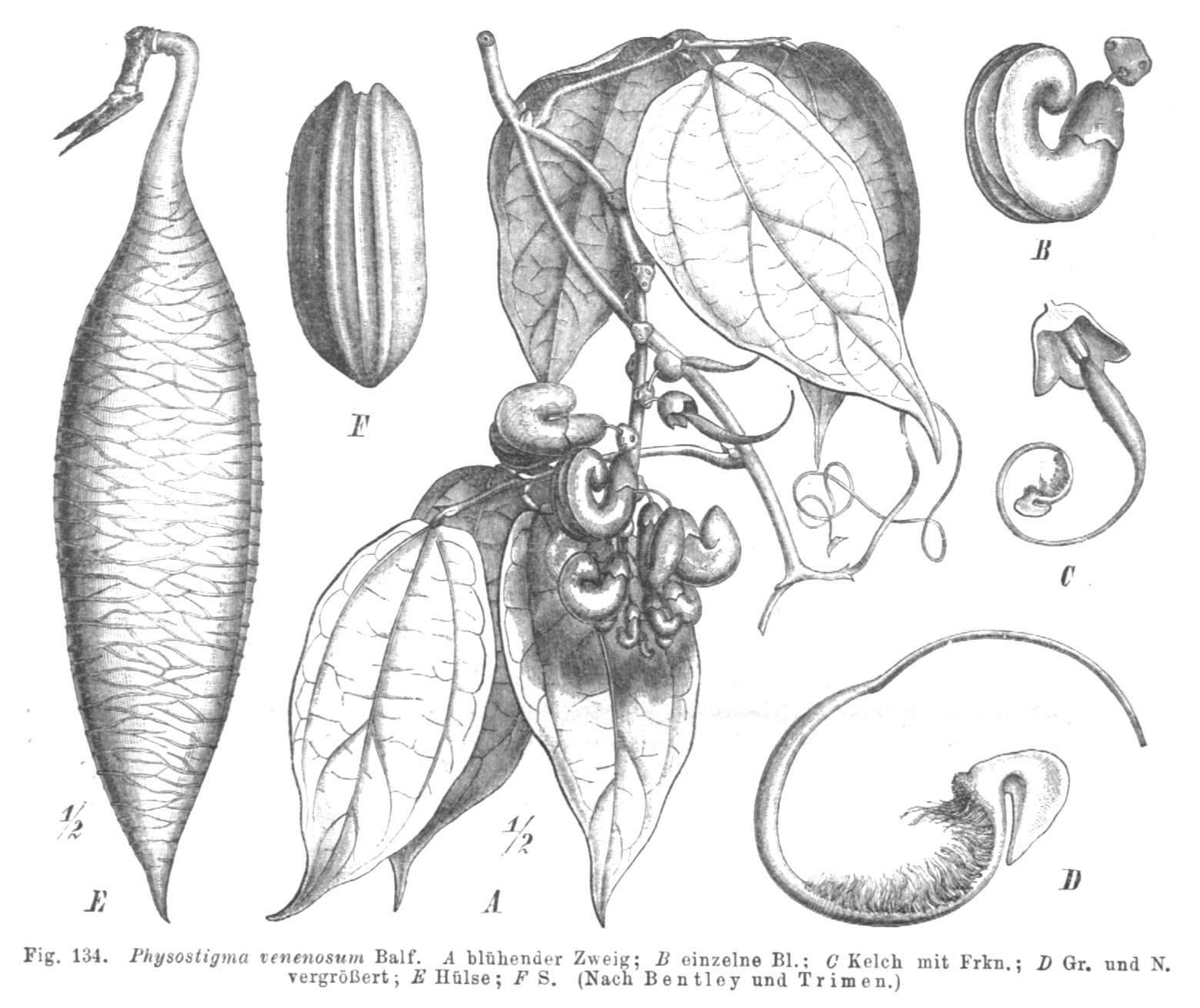